# Новинки (Старорусский район)
Новинки — деревня в Старорусском муниципальном районе Новгородской области, с весны 2010 года относится к Великосельскому сельскому поселению, прежде входила в ныне упразднённое Астриловское сельское поселение. На 1 января 2011 года постоянное население деревни — 6 жителей, число хозяйств — 3.
Деревня находится на Приильменской низменности на высоте 63 м над уровнем моря. Деревня расположена на левом берегу реки Туренка, на расстоянии 7 км от Астрилово по автомобильным дорогам.
У западной части деревни, на противоположном берегу Туренки, расположена деревня Селькава.

## Население
| 2010 | 2011 | 2012 | 2013 |
| ---- | ---- | ---- | ---- |
| 7    | ↘6   | ↗7   | ↘6   |

## Транспорт
Есть прямое беспересадочное пассажирское автобусное сообщение с административным центром муниципального района — городом Старая Русса (маршрут № 138, Старая Русса — Селькава). Ближайшая железнодорожная станция расположена в Тулебле.